# Киндерхор
Киндерхор (на немски: Kinderwhore) е моден сценичен стил на обличане.
Киндерхор преведено дословно на български означава „детска курва“. Понятието се е появило около деветдесетте години на двадесети век. Киндерхор е стил на обличане най-често срещан в женската мода, използван от повечето гръндж изпълнителки, като Кортни Лав.
Представлява най-често къси и сладки феерични рокли, които би трябвало да внушават невинност, съчетани с дълги чорапи с жартиери, тежък грим и кубинки или обувки тип „Мери Джейн“.